# 系列電器店

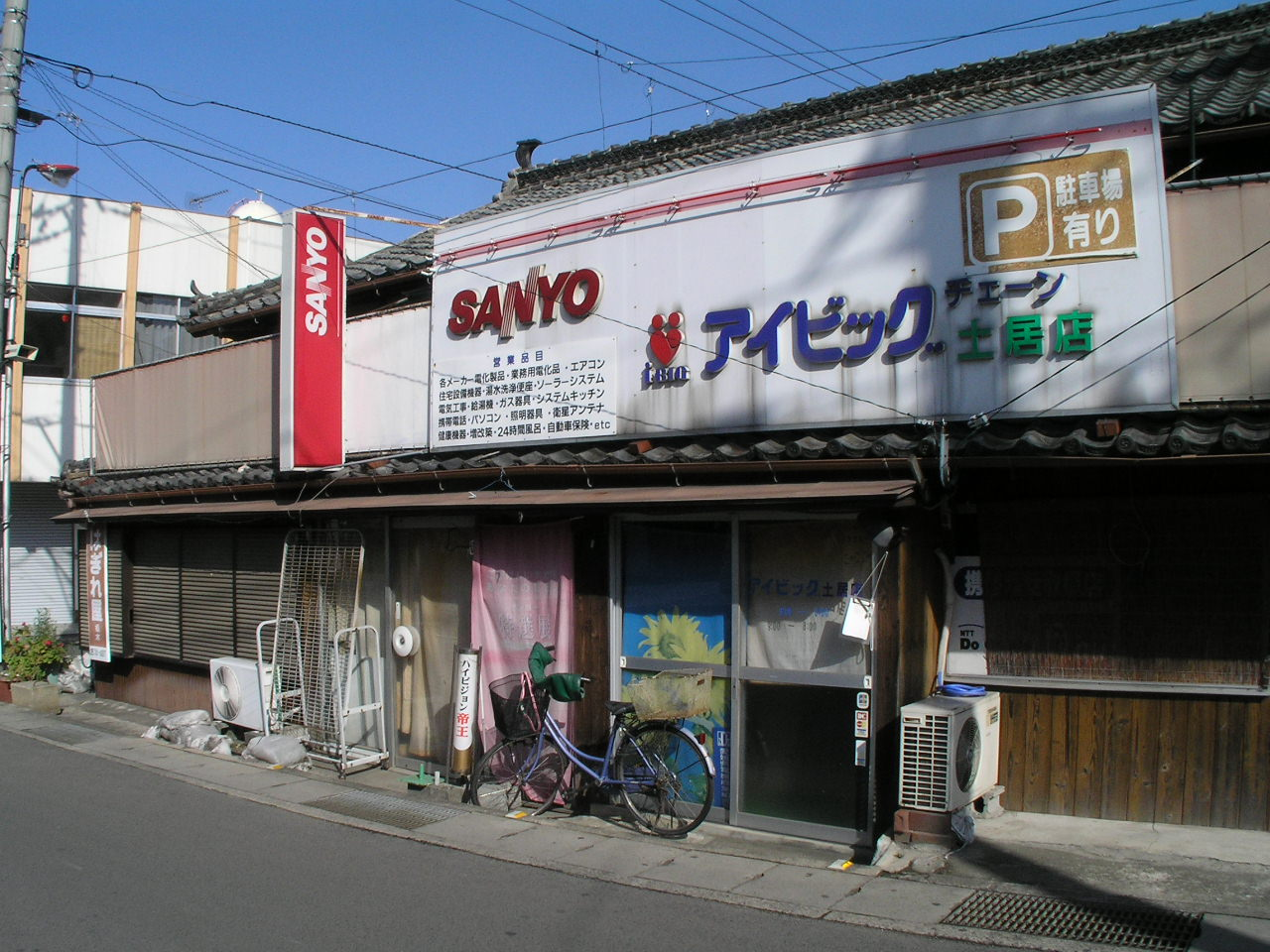
スマイるNo.1ショップ（旧サンヨー薔薇チェーン、旧三洋電機系列店）（四国中央市土居町）

系列電器店（けいれつでんきてん）とは、特定の電機メーカーに関係する電器店のことである。

## 概説
日本国内における系列電器店は高度成長期の1960年代に普及し、最盛期には3万店を超えたが、家電量販店の台頭に伴い減少傾向である。近年は、修理対応や操作説明など丁寧なサービスで業績を拡大する店舗や、系列住宅メーカーとの提携により新築・リフォーム・オール電化切替などに対応する店舗も増えている。「パナソニックショップ」は約1万8000店と最多で、他に「東芝ストアー」、「日立チェーンストール」、「三菱電機ストア」、「ソニーショップ」、「スマイるNo.1ショップ（旧サンヨー薔薇チェーン）」、「シャープフレンドショップ」などがある。

## 営業車
商品や修理完了品の配送に用いる営業車は、狭隘路への乗り入れを考慮して軽トラックや軽ライトバンなどを天候や配送製品により使い分け、店名ロゴ及び取り扱いメーカーロゴを車体に印字してメーカー系列と店名の識別を容易にしている（消耗品・小型製品・雨や雪に濡れて困る商品の配送には軽ライトバンが、冷蔵庫・洗濯機・エアコンなど背の高い大型商品の配送には軽トラックが使われる場合が多い。店舗によっては店名ロゴ及び取扱メーカーロゴを車体に印字せず、新車購入当時の無地のままとしている場合もある）。

## 各種販促支援・サービス
近年はエコキュート、IHクッキングヒーター、太陽光発電パネル、薄型テレビなどといった大型商品の約半数が系列店経由（パナソニックショップが中心）で販売されている。
これには「顧客一軒一軒の家族構成・家屋構造や間取り・使用している電化製品などの状況を把握しており、信頼性の高い工事が可能」である事が系列店による大型商品販売力の強みとしてあげられている。また各店商圏内の顧客宅（独り暮らしの高齢者宅を中心に）を営業車で巡回し、電化製品使用方法などについての困り事相談・アフターサービス・消耗品の配送・交換サービスを行う店舗も多い。基本的に出張代はかからず、部品代・商品代・使用済み製品のリサイクル代のみで済む。
さらに冷蔵庫・洗濯機などの生活必需商品修理時は、メーカー・配送センター休業日や店内の部品が在庫切れになった場合に備えて代替品を無料で貸し出す店舗も多い。自店で交換部品を仕入れて修理可能な場合はメーカーへの往復送料がかからず、大型商品の出張修理も部品代・技術工賃のみで済む場合が多い。
パナソニックは、松下幸之助（前身の「松下電器」創業者）死去後の2003年4月1日より、増収と不振とで売り上げの二極化が目立っていた当時のナショナルショップの現状に鑑み、当時松下の社長を務めていた中村邦夫が中心となって「平等から公平へ」をスローガンに掲げ、全国約1万8000店のパナソニックショップのうち、「自ら売り上げを増やし（業績を上げ）顧客へのサービス向上を図ろうと努力する店」を全国で最大約7000店にまで絞り込み、それら「増収・増販努力に前向きな店舗」のみを公平に販促支援する「スーパーパナソニックショップ（略称：SPS。松下電器時代は"スーパープロショップ"）」制度を導入した。
従来無料の場合が多かった系列店スタッフへの研修会は「プロショップ道場」として有料化。当初はSPS認定を受けても売り上げ低迷が長期化している店はその認定を取り消し、検索画面より当該店（SPS認定取り消し店）を外す（削除する）手厳しい制度としていた。さらに2012年からはSPS認定7000店のうち、リフォーム・太陽光発電・エコキュート・IHクッキングヒーターの普及・拡販に積極的な店舗を「ネットワーク&エコハウス（略称：N&E）」に指定。通常のSPSより販促面で優遇する措置を講じている。今後は2015年度までにN&E認定店を全国で最大約2000店にまで増やす予定としていた。しかし、中村の没後は、スーパーパナソニックショップ制度を終息させたとみられる姿勢を取り、2025現在ではスーパーパナソニックショップ公式ホームページやスーパーパナソニックショップの店検索ページも削除されている。

## その他
- 大手電機メーカー各社では、全国にある自社系列電器店を各社サイトで検索可能な「おみせホームページ」を開設しており、その中でもパナソニックショップ検索サイトは全国各地にあるパナソニックショップ各店の活動を紹介するなど、系列電器店検索サイトの中で内容が最も充実している。
- 売り上げが落ち込み本業のみでは経営が成り立たなくなった電器店では、（本業の赤字補填手段として）クリーニング店チェーンとフランチャイズ契約を結んでその取次店を兼務したり、経営者及び親族が同一敷地で別事業の店舗を自営するなど、副事業を行う店舗も出ている（本業だった電器店部門廃業後も副事業を続けている店舗もある）。
- 量販店や通販とは異なり、系列電器店は「顧客一軒一軒の道順・家の間取りや家屋構造・使用している電化製品」などの状況を詳細に把握している。このため顧客が「一番高価な多機能最上位機種が欲しい」と言った場合でも、使い勝手や経済状況などを顧客の立場に立って最優先に考え、その顧客に高価な多機能最上位機種はあえて勧めない場合がある（客の好みなどを考慮せず、自店の売り上げを増やす事しか考えない押し売り的販売方法は系列電器店にとって命取りとなり、顧客離れと業績低下の原因となる）。
- 家電量販店の中には、メーカー系列の電器店を発祥とする企業も存在する（かつてパナソニックショップだったヤマダデンキ・ケーズデンキなど）。